# Лукьянов, Денис Игоревич
Дени́с И́горевич Лукья́нов (род. 14 июля 1989) — российский легкоатлет, специалист по метанию молота. Выступает за сборную России по лёгкой атлетике в 2014 года, многократный победитель и призёр первенств национального значения, участник ряда крупных международных стартов, в том числе чемпионата мира в Дохе. Представляет Ростовскую и Московскую области. Мастер спорта России международного класса.

## Биография
Денис Лукьянов родился 14 июля 1989 года.
Занимался лёгкой атлетикой под руководством тренеров И. Г. Водолаги, Е. Г. Айдамирова, Н. Н. Белобородова. Окончил Московскую государственную академию физической культуры.
Участвовал в юниорских европейском первенстве 2007 года в Хенгело и мировом первенстве 2008 года в Быдгоще.
В 2013 году на зимнем чемпионате России по длинным метаниям в Адлере стал четвёртым в метании молота (позже в связи с дисквалификацией Игоря Виниченко переместился в итоговом протоколе на третью позицию).
В 2014 году выиграл серебряные медали на зимнем чемпионате России в Краснодаре и на летнем чемпионате России в Казани. Попав в состав российской национальной сборной, побывал на Кубке Европы по зимним метаниям в Лейрии, откуда привёз награду бронзового достоинства.
На зимнем чемпионате России 2015 года в Адлере изначально был вторым, а после дисквалификации Кирилла Иконникова поднялся до первого места. Будучи студентом, представлял страну на летней Универсиаде в Кванджу, где с результатом в 73,65 метра стал пятым.
На чемпионате России 2016 года в Чебоксарах получил серебро в программе метания молота.
На чемпионате России 2017 года в Жуковском вновь был вторым.
В 2018 году одержал победу на чемпионате России в Казани, в статусе нейтрального атлета принял участие в чемпионате Европы в Берлине — метнул молот на 71,71 метра, расположившись в итоговом протоколе соревнований на 12-й строке.
В 2019 году завоевал бронзовые медали на чемпионате России в Чебоксарах и на Всемирных военных играх в Ухане, занял шестое место в матчевой встрече «Европа — США» в Минске, тогда как на чемпионате мира в Дохе с результатом в 73,47 метра не смог преодолеть предварительный квалификационный этап.
За выдающиеся спортивные достижения удостоен почётного звания «Мастер спорта России международного класса».